# Шифферштадт
Шифферштадт (нім. Schifferstadt) — місто в Німеччині, розташоване в землі Рейнланд-Пфальц. Входить до складу району Рейн-Пфальц.
Площа — 28,04 км2. Населення становить 20 432 ос. (станом на 31 грудня 2020).